# José Mendes Cabeçadas
José Mendes Cabeçadas Júnior, (phát âm tiếng Bồ Đào Nha: [ʒuˈzɛ ˈmẽdɨʃ kɐbɨˈsadɐʃ]), được biết nhiều với tên Mendes Cabeçadas (19 tháng 8 năm 1883 tại Loulé – 11 tháng 6 năm 1965 tại Lisbon), là Hội viên Tam Điểm, người theo chủ nghĩa cộng hoà và sĩ quan hải quân người Bồ Đào Nha, có vai trò can trọng trong các phong trào cách mạng cho sự bắt đầu và kết thúc Đệ nhất Cộng hoà Bồ Đào Nha: Cách mạng 5 tháng 10 năm 1910 và Đảo chính 28 tháng 5 năm 1926. Kết quả ông trở thành Bộ trưởng Tài chính chỉ trong một ngày 30 tháng 5 năm 1926, và sau đó là quyền Bộ trưởng Ngoại giao hai ngày giữa 30 tháng 5 và 1 tháng 6, sau khi ông đảm nhiệm chức Bộ trưởng Tài chính một lần nữa vào cùng thời gian. Ông giữ chức Tổng thống Bồ Đào Nha thứ 9 (Tổng thống đầu tiên của Chế độ Độc tài Bồ Đào Nha) và Thủ tướng trong thời gian ngắn (từ 31 tháng 5 năm 1926 đến 16 tháng 6 năm 1926).